# Petromiralles

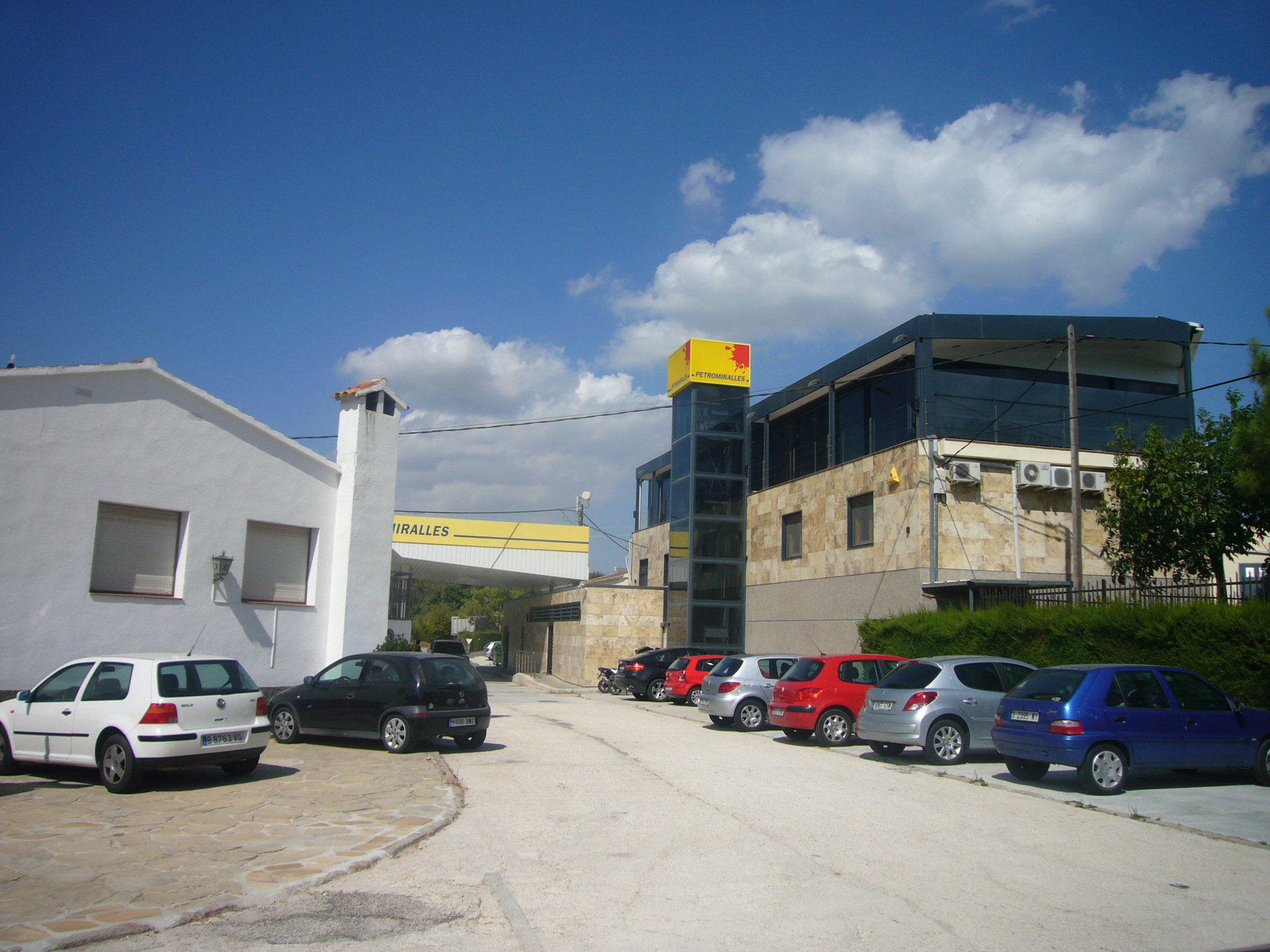
Seu de Petromiralles, a la cruïlla de carreteres (Santa Maria de Miralles)

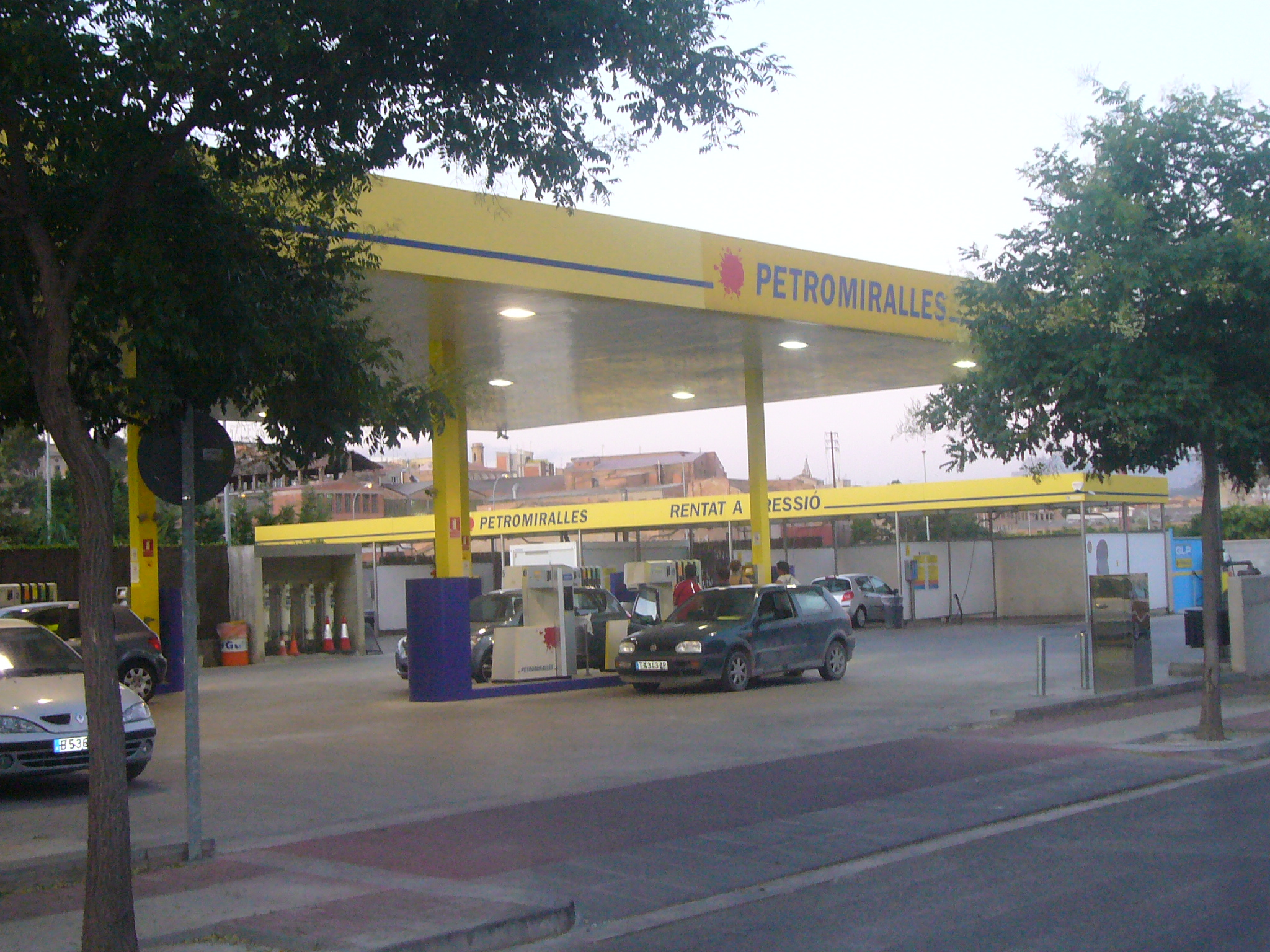
Estació de servei de Petromiralles

Petromiralles és una empresa catalana distribuïdora de productes petrolífers. Amb arrels a Santa Maria de Miralles, comarca de l'Anoia, l'any 2009 era el setè distribuïdor de carburants d'Espanya per volum de vendes. Ven sobretot a professionals i s'ha especialitzat en el biodièsel.
Propietat de la família Torrens, l'empresa va néixer l'any 1967 quan els pares de Pere i Josep Maria Torrens van obrir una benzinera i un restaurant en una cruïlla de carreteres al municipi de Santa Maria de Miralles. Abans d'obrir l'estació de servei ja venien bidons de combustible als pagesos de la zona. L'any 2002 l'empresa fou pionera a Espanya a l'iniciar la comercialització de biodièsel barrejat amb gasoli convencional. L'empresa té un hort solar prop de la seu central.
A principis de 2011 es va crear l'hòlding Petromiralles Group per unificar les 6 empreses dedicades a la comercialització de carburants i combustibles, que acabaren l'any 2010 amb unes vendes de 1.150 milions de litres. El holding aglutinà Petromiralles3 i Petromiralles9 (operadors petrolífers de venda a l'engròs), Petromiralles (benzineres, targetes de carburants i distribució a domicili), Petersun (gestió de tendes petites i de la producció d'energía solar fotovoltaica), Petromiralles Port (gestió de duanes i impostos) i Tbtrem Professional (exportació).
El gener de 2011 va anunciar el patrocini del pilot Jeroni Fajardo i de la marca de motocicletes Ossa al mundial de trial dels anys 2011 i 2012.
El juny de 2013 els principals directius de l'hòlding, entre els quals els germans Josep Maria i Pere Torrens, van ser detinguts i processats per frau fiscal, blanqueig de capitals, maquinació per alterar el preu de les coses i falsedat en document mercantil.